# 長崎就職支援カレッジ
長崎就職支援カレッジ（ながさきしゅうしょくしえんカレッジ）とは、長崎県諫早市にある学校法人奥田学園が運営する専修学校。2014年4月に国際法律会計専門学校から校名が変更された。

## 設置コース
- 大学3年次編入コース
  - 経済専攻
  - 法学専攻

## 沿革
- 1920年 九州高等簿記学校として開校
- 1948年 九州高等経理学校に改称
- 1986年 専修学校の認可取得
- 1987年 国際情報科学専門学校に改称
- 2003年 国際法律専門学校に改称、略称を「I-LAC」とする
- 2014年 長崎就職支援カレッジに改称

## 施設・設備
- パソコンルーム
- プレゼンルーム
- 講義室
- 少人数講義室

## 基本データ

### 所在地
- 長崎県諫早市栄田町30-12

### 交通アクセス
- JR諫早駅西口より徒歩4分。